# Czisław Żurawlow
Czisław Żurawlow (ros. Числав Журавлёв, erzja Числав Журавлёвонь), właśc. Wiaczesław Grigorjewicz Żurawlow (ros. Вячеслав Григорьевич Журавлёв; ur. 27 kwietnia 1935 we wsi Bolszoj Tołkaj, zm. 18 sierpnia 2018) – erzjański pisarz i poeta.
Ukończył średnią szkołę pedagogiczną w Małym Tołkaju, a następnie pracował jako nauczyciel wychowania fizycznego. Po odbyciu służby wojskowej pracował jako trener podnoszenia ciężarów i radiooperator, a także wydobywał złoto. W 1967 roku przeniósł się do Kujbyszewa, gdzie ponownie pracował jako nauczyciel wychowania fizycznego i trener, ale także jako sędzia sportowy. W 1975 roku ukończył Wołgogradzki Instytut Kultury Fizycznej.
Już w szkole zaczął pisać wiersze. Jego pierwszym nauczycielem był Wasilij Radajew. Jego pierwsze teksty zostały opublikowane w języku rosyjskim w zbiorach Dień poezii (1977), Raduga (1979) i Wołżskie zori (1981). W 1982 roku w gazecie „Erziań prawda” i czasopiśmie „Siatko” ukazała się duża część jego wierszy w języku erzja. W latach 1990–2002 prowadził audycje radiowe w języku erzja. Był jednym z pierwszych organizatorów obwodowego mordwińskiego towarzystwa narodowo-kulturalnego Mastorawa, a także uczestniczył w organizacji wydarzeń mających na celu ochronę języka erzja i kultury mordwińskiej. Jest autorem 15 książek w językach rosyjskim i erzja, tłumaczył również na erzję wiersze fińskich i maryjskich poetów. Jego teksty charakteryzowały się prostotą przekazu. Światy przyrody oraz relacji międzyludzkich były w jego wierszach jednością.
Od 1996 roku był członkiem Stowarzyszenia Pisarzy Rosji, a w 2009 roku został Zasłużonym Poetą Republiki Mordowii. W 1999 roku otrzymał nagrodę w konkursie fińskiego towarzystwa im. M.A. Castréna za wkład w dziennikarstwo radiowe narodów ugrofińskich, jego audycja Erziań keleń czi zajęła pierwsze miejsce spośród 25 zgłoszonych. Zmarł 18 sierpnia 2018.